# Marblepsis niveola
Marblepsis niveola är en fjärilsart som beskrevs av Erich Martin Hering 1926. Marblepsis niveola ingår i släktet Marblepsis och familjen tofsspinnare. Inga underarter finns listade i Catalogue of Life.